# Жаковиці (Вармінсько-Мазурське воєводство)
Жаковиці (пол. Żakowice, нім. Schakenbruch) — село в Польщі, у гміні Суш Ілавського повіту Вармінсько-Мазурського воєводства.
Населення — 89 осіб (2011).
У 1975-1998 роках село належало до Ельблонзького воєводства.

## Демографія
Демографічна структура станом на 31 березня 2011 року:
|          | Загалом | Допрацездатний вік | Працездатний вік | Постпрацездатний вік |
| -------- | ------- | ------------------ | ---------------- | -------------------- |
| Чоловіки | 45      | 11                 | 31               | 3                    |
| Жінки    | 44      | 14                 | 22               | 8                    |
| Разом    | 89      | 25                 | 53               | 11                   |